# Немчинский, Максимилиан Изяславович
Максимилиан Изяславович Немчинский (род. 13 февраля 1935) — советский и российский режиссёр театра и цирка, теоретик и историк цирка, педагог, доктор искусствоведения, профессор. Заслуженный деятель искусств Российской Федерации. Заведующий кафедрой режиссуры цирка ГИТИСа с 1990 года.

## Биография
Родился 13 февраля 1935 года. Отец — Изяслав Борисович Немчинский (Немец-Немчинский, 1904—1951), уроженец Кременчуга, воздушный гимнаст, борец, режиссёр цирка; Мать — Раиса Максимилиановна Немчинская (урождённая Ахаткина, 1912—1975), воздушная гимнастка, народная артистка РСФСР. Племянник эстрадного артиста Георгия Борисовича Немчинского.
В 1964 году окончил режиссёрское отделение Театрального училища имени Б. В. Щукина, курс Б. Е. Захава.
С 1964 года работал над спектаклями совместно с супругой Розеттой Яковлевной Немчинской. Спектакль «Здравствуй, Болгария» получил первую премию на Советско-Болгарском фестивале. До 1975 года М. И. Немчинский был режиссёром в передвижном филиале Центрального детского театра.
В 1975 году защитил диссертацию кандидата искусствоведения.
В 1975 году был приглашён в качестве режиссёра в «Союзгосцирк», ставил парады-прологи в различных цирках и отдельные номера.
В 1977 году стал руководителем курсов в ГИТИСе. В 1984 году получил учёное звание доцента кафедры режиссуры драмы. С 1990 года является заведующим кафедрой режиссуры цирка. В 1991 году защитил диссертацию доктора искусствоведения, а также получил учёное звание профессора.
Разработал программы для высших учебных заведений по обучению ведущим цирковым дисциплинам (режиссура, мастерство актёра, цирковая пантомима, цирковые жанры).
Автор книг и статей по истории, теории и методологии циркового искусства. М. И. Немчинский опубликовал три книги-исследования, рассматривающие методологию формирования различных слагаемых циркового искусства: «Цирк в поисках собственного лица» (1995) о проблемах формирования циркового номера; «Цирк России наперегонки со временем» (2001) о взаимосвязи творческих поисков при создании цирковых номеров и пантомим с общетеатральными исканиями; «Жизнь страны на манеже цирка. Патриотическая цирковая пантомима на манеже отечественного цирка» (2017) об истории создания пантомим в 1917—1987 годах.

## Семья
- Жена — Розетта Яковлевна Немчинская (1935—2009), режиссёр, художественный руководитель — профессор ГИТИС, заслуженный деятель искусств РФ.
- Дяди (братья отца) — Александр Борисович Немчинский (Немиц-Немчинский, 1917—1995), доктор экономических наук, профессор, литератор, полковник; Наум Борисович Немчинский (1903—1945), журналист, художественный редактор журнала «Техника — молодёжи».

## Театральные постановки
Рязанский ТЮЗ
- «Любовь к трём апельсинам» К. Гоцци

Центральный детский театр
- «Король Олень» К. Гоцци
- «Тени» М. Е. Салтыкова-Щедрина
- «Здравствуй, Болгария»
- «Жестокие игры» А. Арбузова (Харьков)
- «Гнездо глухаря» В. Розова (Петропавловск)

Учебная сцена ГИТИС
- «Джонни наигрывает»
- «Ностальгия по Дунаевскому»
- «Десять невест и ни одного жениха»

## Награды
- Орден Дружбы народов
- Заслуженный деятель искусств Российской Федерации (1997)[12]